# Patrik Dubovský
Patrik Dubovský (* 1965) je slovenský historik a politik. Známý je zejména jako kandidát v prezidentských volbách na Slovensku v roce 2024, ve kterých se ziskem 0,71 % hlasů skončil na sedmém místě. 

## Život a kariéra
Narodil se v roce 1965 v Bratislavě, vyrůstal ale v Šenkvicích. V roce 2024 žil v Dunajské Strede. 
V letech 1984 až 1988 studoval archivnictví na Katedře československých dějin Filozofické fakultě Univerzity Komenského v Bratislavě. V roce 1988 se zúčastnil Svíčkové manifestace. Po studiu pracoval jako odborný archivář ve Státním okresním archivu v Trnavě. Po sametové revoluci byl v letech 1990 až 1992 odborným archivářem a referentem na slovenském ministerstvu kultury. V letech 1993 až 1996 byl odborný archivář a asistent na Katedře dějin Trnavské univerzity v Trnavě. V roce 1996 absolvoval studijní pobyt na University College London v Londýně, o rok později působil jako odborný archivář na slovenském ministerstvu zahraničí a v roce 1999 se účastnil pozorovací mise OBSE v Kosovu.  
V letech 2000 až 2003 byl Dubovský zaměstnancem slovenského Úřadu vlády, když působil v jeho sekci pro lidská práva a národnostní menšiny. V roce 2004 začal působit v Ústavu paměti národa, a to konkrétně v Centru výzkumu období nesvobody, kde se zaměřil na pronásledování církví a na občanský odpor během komunistického režimu v Československu. V roce 2010 získal doktorský titul na Katedře slovanských dějin FF UK v Bratislavě. 

## Politické působení
Po sametové revoluci byl členem VPN. V letech 1997 až 1998 působil v Demokratické straně jako tajemník Krajské rady strany Bratislavského kraje. Později neúspěšně kandidoval na funkci starosty Šenkvic za stranu NOVA s podporou KDH a OKS. V roce 2017 poté neúspěšně kandidoval na funkci poslance Bratislavského kraje. V parlamentních volbách v roce 2020 kandidoval na 59. místě kandidátní listiny Za ľudí jako člen této strany, ale mandát poslance nezískal. V roce 2022 neúspěšně kandidoval na funkci poslance Trnavského kraje a na funkci poslance města Dunajská Streda.
V listopadu 2023 se dostal do zájmu médií, když podal trestní oznámení na Luboše Blahu poté, co Blaha nahradil ve své poslanecké kanceláři portrét tehdejší prezidentky Zuzany Čaputové portrétem Che Guevary, přičemž brzy poté na Dubovského začali tvrdě útočit někteří členové a příznivci strany SMER-SD a za Dubovského se proto postavila asi stovka osobností veřejného života.
V lednu 2024 oznámil kandidaturu na funkci slovenského prezidenta. Kandidaturu mu umožnily podpisy poslanců KÚ, Za ľudí a nakonec i OĽaNO (kteří zároveň podpořili kandidaturu Igora Matoviče). Dubovský ve volbách získal 0,71 % hlasů a skončil na sedmém místě. Ve druhém kole voleb podpořil Ivana Korčoka.
V evropských volbách v roce 2024 kandidoval na 5. místě kandidátní listiny Slovensko a Za ľudí na funkci europoslance, ale nebyl zvolen.